# Ejnar Westling-stipendiet
Ejnar Westling-stipendiet utdelas sedan 1976 av Svenska kompositörer av populärmusik (SKAP) och den närstående Stiftelsen Ejnar Westlings Understödsfond. Stipendiater utses av SKAP:s styrelse och stipendiet går inte att söka. Det första stipendiet tilldelades Tor Bergner.

## Stipendiater
- 1976 – Tor Bergner
- 1977 – Margot Borgström och Jokkmokks-Jokke
- 1978 – Sten-Åke Cederhök, Karl Grönstedt och Helge Roundquist
- 1979 – Artur Erikson, Olof Johansson, Einar Moberg och Eric Sahlström
- 1980 – Folke Erbo, Erik Frank, Einar Molin och Harry Nicolausson
- 1981 – Åke Gerhard, Göte Hennix, Leonard ”Leon” Landgren, Sam Samson och Ronald Sjögren
- 1982 – Allan Ehwert, Nils Weingard
- 1983 – Ingvar Lindblom och Karl-Gösta Lundgren
- 1984 – Sven-Olof Bagge och Hans-Erik Nääs
- 1985 – Gunnar Molthon
- 1986 – Julie Bernby, Albert Carsten Nordlander, Ove Lind och Lennart Wärmell
- 1987 – Bengt Melin och Sölve Strand
- 1988 – Allan Eriksson, Henry Fox och Ingvar Hellberg
- 1989 – Carl-Bertil Agnestig, Lennart Clerwall och Lill-Arne Söderberg
- 1990 – Olle Bergendahl, Nils Fläcke, Åke Strömmer och Berndt Öst
- 1991 – Börje Carlsson, Emil Iwring, Karl-Erik Sandberg och Saga Sjöberg
- 1992 – Ove Engström, Robert Sjölin och Bengt Sundström
- 1993 – Lill-Magnus (Stig Magnusson), Skogsbylasse (Edvard Larsson) och Per Filip Waldenstad
- 1994 – Lars Ek, Monika Lilja och Ludgo-Pelle
- 1995 – Åke Hellman och Torkel Selin
- 1996 – Alf Robertsson och Jan Wallgren
- 1997 – Lars Bagge, Monica Dominique och Ricke Löw
- 1998 – Eva Engdahl-Tegestam, Peter Himmelstrand och Gert Lengstrand
- 1999 – Robert ”Bobbie” Ericson, Thord Gummesson och Kjell Höglund
- 2000 – Rune Andersson och Margot Borgström
- 2001 – Elisabet Hermodsson och Leif Strand
- 2002 – Thorstein Bergman och Bernt Eklund
- 2003 – Carin Kjellman och Monica Törnell[1]
- 2004 – Håkan Ahlström och Thomas Funck
- 2005 – Dan Hylander och Leif Nylén
- 2006 – John Ulf Anderson och Håkan Steijen
- 2007 – Christer Karlberg och Basse Wickman
- 2008 – Kajsa Grytt och Mikael Rickfors
- 2009 – Eva Engdahl
- 2010 – Olle Ljungström och Cajsa Stina Åkerström
- 2011 – Tim Norell och Göran Strandberg
- 2012 – Kjell Andersson och Charlie Engstrand
- 2013 – Toni Holgersson
- 2014 – Louise Hoffsten och Kjell Samuelson[2]
- 2015 – Lars Nordlander
- 2016 – Jan Hammarlund och Maggi Olin
- 2017 – Merit Hemmingson
- 2018 – Birgit Lindberg
- 2019 – Cissi Efraimsson och Lisa Pyk Wirström
- 2020 – Jan-Olof Andersson
- 2021 – Stina Nordenstam och Anna Ternheim[3]
- 2022 – Martin Hederos och Karl-Jonas Winqvist[4]